# Bajorország települései
Városok és községek Bajorországban (Németország)
Bajorországban
- 2056 önálló város és község (Gemeinde) található.

Ezek a következőképp oszlanak meg:
- 314 város (Stadt), ebből
  - 25 járási jogú város (kreisfreie Stadt),
  - 27 körzetközpont (große Kreisstadt),
- 384 „nagyközség” (Markt) és
- 1358 egyéb község.

Több város és község is van melyek együtt alkotnak közigazgatási egységet (Verwaltungsgemeinschaft).
Bajorországban 215 „községhez nem tartozó terület” (gemeindefreie Gebiet) van, ezek erdőségek és tavak.

## Városok
25 megyei jogú város: (a később jövő alfabetikus lista Bajorország minden községét tartalmazza):
| - Amberg - Ansbach - Aschaffenburg - Augsburg - Bamberg - Bayreuth - Coburg - Erlangen - Fürth | - Hof - Ingolstadt - Kaufbeuren - Kempten (Allgäu) - Landshut - Memmingen - München Landeshauptstadt - Nürnberg | - Passau - Regensburg - Rosenheim - Schwabach - Schweinfurt - Straubing - Weiden in der Oberpfalz - Würzburg |

27 körzetközpont (a később jövő alfabetikus lista Bajorország minden községét tartalmazza):
| - Bad Kissingen - Bad Reichenhall - Dachau - Deggendorf - Dillingen an der Donau - Dinkelsbühl - Donauwörth - Eichstätt - Forchheim | - Freising - Germering - Günzburg - Kitzingen - Kulmbach - Landsberg am Lech - Lindau (Bodensee) - Marktredwitz - Neuburg an der Donau | - Neumarkt in der Oberpfalz - Neustadt bei Coburg - Neu-Ulm - Nördlingen - Rothenburg ob der Tauber - Schwandorf - Selb - Traunstein - Weißenburg in Bayern |

## Városok és községek
Minden önálló város és község Bajorországban (a városok félkövérrel szedve):
| Ábécé szerinti tartalomjegyzék                      |
| --------------------------------------------------- |
| A B C D E F G H I J K L M N O P Q R S T U V W X Y Z |

## A
| - Abenberg - Abensberg - Absberg - Abtswind - Achslach - Adelschlag - Adelsdorf - Adelshofen (Közép-Frankföld (bajor régió)) - Adelshofen (Oberbayern) - Adelsried - Adelzhausen - Adlkofen - Affing - Aham - Aholfing - Aholming - Ahorn - Ahorntal - Aicha vorm Wald - Aichach - Aichen - Aidenbach - Aidhausen - Aiglsbach - Aindling - Ainring - Aislingen - Aiterhofen - Aitrang - Albaching - Albertshofen - Aldersbach - Alerheim - Alesheim - Aletshausen - Alfeld - Allersberg | - Allershausen - Alling - Allmannshofen - Altdorf (Niederbayern) - Altdorf bei Nürnberg - Alteglofsheim - Altenbuch - Altendorf (Oberfranken) - Altendorf (Oberpfalz) - Altenkunstadt - Altenmarkt an der Alz - Altenmünster - Altenstadt (Iller) - Altenstadt (bei Schongau) - Altenstadt an der Waldnaab - Altenthann - Altertheim - Altfraunhofen - Althegnenberg - Altmannstein - Altomünster - Altötting - Altusried - Alzenau in Unterfranken - Amberg (Oberpfalz) - Amberg (Schwaben) - Amerang - Amerdingen - Ammerndorf - Ammerthal - Amorbach - Ampfing - Andechs - Anger - Ansbach - Antdorf - Anzing | - Apfeldorf - Apfeltrach - Arberg - Aresing - Arnbruck - Arnschwang - Arnstein - Arnstorf - Arrach - Arzberg - Asbach-Bäumenheim - Ascha - Aschaffenburg - Aschau am Inn - Aschau im Chiemgau - Aschheim - Aßling - Attenhofen - Attenkirchen - Atting - Au in der Hallertau - Aub - Aubstadt - Auerbach (Niederbayern) - Auerbach in der Oberpfalz - Aufhausen - Augsburg - Aufseß - Auhausen - Aura an der Saale - Aura im Sinngrund - Aurach - Aurachtal - Außernzell - Aying - Aystetten |

| Ábécé szerinti tartalomjegyzék                      |
| --------------------------------------------------- |
| A B C D E F G H I J K L M N O P Q R S T U V W X Y Z |

## B
| - Baar-Ebenhausen - Baar - Babenhausen - Babensham - Bach an der Donau - Bachhagel - Bächingen an der Brenz - Bad Abbach - Bad Aibling - Bad Alexandersbad - Bad Bayersoien - Bad Berneck im Fichtelgebirge - Bad Birnbach - Bad Bocklet - Bad Brückenau - Bad Endorf - Bad Feilnbach - Bad Füssing - Bad Griesbach im Rottal - Bad Grönenbach - Bad Heilbrunn - Bad Hindelang - Bad Kissingen - Bad Kohlgrub - Bad Königshofen im Grabfeld - Bad Kötzting - Bad Neustadt an der Saale - Bad Reichenhall - Bad Rodach - Bad Staffelstein - Bad Steben - Bad Tölz - Bad Wiessee - Bad Windsheim - Bad Wörishofen - Baierbach - Baierbrunn - Baiern - Baiersdorf - Baisweil - Balderschwang - Balzhausen - Bamberg - Barbing - Bärnau - Bastheim - Baudenbach - Baunach - Bayerbach (Rottal-Inn) - Bayerbach bei Ergoldsbach - Bayreuth - Bayerisch Eisenstein - Bayerisch Gmain - Bayrischzell - Bechhofen - Bechtsrieth - Beilngries - Bellenberg - Benediktbeuern - Benningen | - Beratzhausen - Berching - Berchtesgaden - Berg (Felső-Bajorország) - Berg (am Starnberger See) - Berg bei Neumarkt in der Oberpfalz - Berg im Gau - Bergen (Chiemgau) - Bergen (Közép-Frankföld (bajor régió)) - Bergheim - Bergkirchen - Berglern - Bergrheinfeld - Bergtheim - Bernau am Chiemsee - Bernbeuren - Berngau - Bernhardswald - Bernried (Oberbayern) - Bernried (Niederbayern) - Bessenbach - Betzenstein - Betzigau - Beutelsbach - Biberbach - Bibertal - Biburg - Bichl - Bidingen - Biebelried - Bieberehren - Biessenhofen - Bindlach - Binswangen - Birgland - Birkenfeld - Bischberg - Bischbrunn - Bischofsgrün - Bischofsheim an der Rhön - Bischofsmais - Bischofswiesen - Bissingen - Blaibach - Blaichach - Blankenbach - Blindheim - Böbing - Bobingen - Böbrach - Bockhorn - Bodenkirchen - Bodenmais - Bodenwöhr - Bodolz - Bogen - Böhen - Böhmfeld - Bolsterlang - Bonstetten - Boos | - Brand - Brannenburg - Breitbrunn (Unterfranken) - Breitbrunn am Chiemsee - Breitenberg - Breitenbrunn (Oberpfalz) - Breitenbrunn (Schwaben) - Breitengüßbach - Breitenthal - Brennberg - Bruck (Oberbayern) - Bruck in der Oberpfalz - Bruckberg (Niederbayern) - Bruckberg (Közép-Frankföld (bajor régió)) - Bruckmühl - Brunn - Brunnen - Brunnthal - Bubenreuth - Bubesheim - Buch (Schwaben) - Buch am Buchrain - Buch am Erlbach - Buch am Wald - Buchbach - Buchbrunn - Buchdorf - Büchenbach - Buchenberg - Buchhofen - Büchlberg - Buchloe - Buckenhof - Bundorf - Burgau - Burgberg im Allgäu - Burgbernheim - Burgebrach - Burggen - Burghaslach - Burghausen - Burgheim - Burgkirchen an der Alz - Burgkunstadt - Burglauer - Burglengenfeld - Burgoberbach - Burgpreppach - Burgsalach - Burgsinn - Bürgstadt - Burgthann - Burgwindheim - Burk - Burkardroth - Burtenbach - Buttenheim - Buttenwiesen - Bütthard - Buxheim (Schwaben) - Buxheim (Oberbayern) |

| Ábécé szerinti tartalomjegyzék                      |
| --------------------------------------------------- |
| A B C D E F G H I J K L M N O P Q R S T U V W X Y Z |

## C
| - Cadolzburg - Castell - Cham - Chamerau | - Chieming - Chiemsee - Coburg | - Collenberg - Colmberg - Creußen |

| Ábécé szerinti tartalomjegyzék                      |
| --------------------------------------------------- |
| A B C D E F G H I J K L M N O P Q R S T U V W X Y Z |

## D
| - Dachau - Dachsbach - Daiting - Dammbach - Dasing - Deggendorf - Deining - Deiningen - Deisenhausen - Denkendorf - Denklingen - Dentlein am Forst - Dettelbach - Deuerling - Diebach - Diedorf | - Diespeck - Dießen am Ammersee - Dietenhofen - Dietersburg - Dietersheim - Dieterskirchen - Dietfurt an der Altmühl - Dietmannsried - Dietramszell - Dillingen an der Donau - Dingolfing - Dingolshausen - Dinkelsbühl - Dinkelscherben - Dirlewang - Dittelbrunn | - Dittenheim - Döhlau - Dollnstein - Dombühl - Donaustauf - Donauwörth - Donnersdorf - Dorfen - Dörfles-Esbach - Dorfprozelten - Dormitz - Drachselsried - Duggendorf - Durach - Dürrlauingen - Dürrwangen |

| Ábécé szerinti tartalomjegyzék                      |
| --------------------------------------------------- |
| A B C D E F G H I J K L M N O P Q R S T U V W X Y Z |

## E
| - Ebelsbach - Ebensfeld - Eberfing - Ebermannsdorf - Ebermannstadt - Ebern - Ebersberg - Ebersdorf bei Coburg - Ebershausen - Ebnath - Ebrach - Eching (Lkr. Freising) - Eching (Lkr. Landshut) - Eching am Ammersee - Eckental - Eckersdorf - Edelsfeld - Ederheim - Edling - Effeltrich - Egenhofen - Egg an der Günz - Eggenfelden - Eggenthal - Egglham - Egglkofen - Eggolsheim - Eggstätt - Eging am See - Eglfing - Egling - Egling an der Paar - Egloffstein - Egmating - Egweil | - Ehekirchen - Ehingen (Augsburg járás) - Ehingen (Közép-Frankföld (bajor régió)) - Ehingen am Ries - Eibelstadt - Eichenau - Eichenbühl - Eichendorf - Eichstätt - Eiselfing - Eisenberg - Eisenheim - Eisingen - Eitensheim - Eitting - Elchingen - Elfershausen - Ellgau - Ellingen - Ellzee - Elsendorf - Elsenfeld - Eltmann - Emersacker - Emmering (Lkr. Ebersberg) - Emmering (Lkr. Fürstenfeldbruck) - Emmerting - Emskirchen - Emtmannsberg - Engelsberg - Engelthal - Ensdorf - Eppenschlag - Eppishausen - Erbendorf | - Erding - Erdweg - Eresing - Ergersheim - Ergolding - Ergoldsbach - Erharting - Ering - Erkheim - Erlabrunn - Erlangen - Erlbach - Erlenbach am Main - Erlenbach bei Marktheidenfeld - Ermershausen - Ernsgaden - Eschau - Eschenbach in der Oberpfalz - Eschenlohe - Eschlkam - Eslarn - Esselbach - Essenbach - Essing - Estenfeld - Ettal - Ettenstatt - Ettringen - Etzelwang - Etzenricht - Euerbach - Euerdorf - Eurasburg (Oberbayern) - Eurasburg (Schwaben) - Eußenheim |

| Ábécé szerinti tartalomjegyzék                      |
| --------------------------------------------------- |
| A B C D E F G H I J K L M N O P Q R S T U V W X Y Z |

## F
| - Fahrenzhausen - Falkenberg (Niederbayern) - Falkenberg (Oberpfalz) - Falkenfels - Falkenstein - Farchant - Faulbach - Feichten an der Alz - Feilitzsch - Feldafing - Feldkirchen (bei München) - Feldkirchen (Niederbayern) - Feldkirchen-Westerham - Fellen - Fellheim - Fensterbach - Feucht - Feuchtwangen - Fichtelberg - Finning - Finningen - Finsing | - Fischach - Fischbachau - Fischen im Allgäu - Flachslanden - Fladungen - Flintsbach am Inn - Floß - Flossenbürg - Forchheim - Forheim - Forstern - Forstinning - Frammersbach - Frankenwinheim - Frasdorf - Frauenau - Frauenneuharting - Fraunberg - Freihung - Freilassing - Freising - Fremdingen | - Frensdorf - Freudenberg - Freystadt - Freyung - Frickenhausen am Main - Fridolfing - Friedberg - Friedenfels - Friesenried - Frontenhausen - Fuchsmühl - Fuchsstadt - Fuchstal - Fünfstetten - Fürsteneck - Fürstenfeldbruck - Fürstenstein - Fürstenzell - Furth (Niederbayern) - Furth im Wald - Fürth - Füssen |

| Ábécé szerinti tartalomjegyzék                      |
| --------------------------------------------------- |
| A B C D E F G H I J K L M N O P Q R S T U V W X Y Z |

## G
| - Gablingen - Gachenbach - Gädheim - Gaimersheim - Gaißach - Gallmersgarten - Gammelsdorf - Gangkofen - Garching an der Alz - Garching bei München - Garmisch-Partenkirchen - Gars am Inn - Gattendorf - Gaukönigshofen - Gauting - Gebenbach - Gebsattel - Gefrees - Geiersthal - Geiselbach - Geiselhöring - Geiselwind - Geisenfeld - Geisenhausen - Gelchsheim - Geldersheim - Geltendorf - Gemünden am Main - Genderkingen - Georgenberg - Georgensgmünd - Gerach - Geratskirchen - Gerbrunn - Geretsried - Gerhardshofen - Germaringen - Germering - Geroda - Geroldsgrün - Geroldshausen | - Gerolfingen - Gerolsbach - Gerolzhofen - Gersthofen - Gerzen - Gesees - Geslau - Gessertshausen - Gestratz - Giebelstadt - Gilching - Glashütten - Glattbach - Gleiritsch - Gleißenberg - Glonn - Glött - Gmund am Tegernsee - Gnotzheim - Gochsheim - Goldbach - Goldkronach - Gollhofen - Görisried - Gössenheim - Gößweinstein - Gotteszell - Gottfrieding - Graben - Grabenstätt - Gräfelfing - Grafenau - Gräfenberg - Gräfendorf - Grafengehaig - Grafenrheinfeld - Grafenwiesen - Grafenwöhr - Grafing bei München - Grafling - Grafrath | - Grainau - Grainet - Grasbrunn - Grassau - Grattersdorf - Greding - Greifenberg - Greiling - Gremsdorf - Grettstadt - Greußenheim - Griesstätt - Gröbenzell - Großaitingen - Großbardorf - Großeibstadt - Großenseebach - Großhabersdorf - Großheirath - Großheubach - Großkarolinenfeld - Großlangheim - Großmehring - Großostheim - Großwallstadt - Großweil - Grub am Forst - Grünenbach - Grunwald - Gstadt am Chiemsee - Gundelfingen an der Donau - Gundelsheim - Gundremmingen - Güntersleben - Günzach - Günzburg - Gunzenhausen - Guteneck - Gutenstetten - Guttenberg (település) |

| Ábécé szerinti tartalomjegyzék                      |
| --------------------------------------------------- |
| A B C D E F G H I J K L M N O P Q R S T U V W X Y Z |

## H
| - Haag (Oberfranken) - Haag an der Amper - Haag in Oberbayern - Haar - Haarbach - Habach - Hafenlohr - Hagelstadt - Hagenbüchach - Hahnbach - Haibach (Niederbayern) - Haibach (Unterfranken) - Haidmühle - Haimhausen - Haiming - Hainsfarth - Halblech - Haldenwang (Allgäu) - Haldenwang (Schwaben) - Halfing - Hallbergmoos - Hallerndorf - Hallstadt - Halsbach - Hammelburg - Happurg - Harburg (Schwaben) - Harsdorf - Hartenstein - Haselbach - Hasloch - Haßfurt - Hattenhofen - Haundorf - Haunsheim - Hausen (Unterfranken) - Hausen (Niederbayern) - Hausen (Oberfranken) - Hausen (Rhön) - Hausen bei Würzburg - Hausham - Hauzenberg - Hawangen - Hebertsfelden - Hebertshausen - Heideck - Heidenheim - Heigenbrücken | - Heiligenstadt in Oberfranken - Heilsbronn - Heimbuchenthal - Heimenkirch - Heimertingen - Heinersreuth - Heinrichsthal - Heldenstein - Helmbrechts - Helmstadt - Hemau - Hemhofen - Hemmersheim - Hendungen - Henfenfeld - Hengersberg - Hepberg - Herbstadt - Heretsried - Hergatz - Hergensweiler - Heroldsbach - Heroldsberg - Herrieden - Herrngiersdorf - Herrsching am Ammersee - Hersbruck - Herzogenaurach - Heßdorf - Hettenshausen - Hettstadt - Hetzles - Heustreu - Hilgertshausen-Tandern - Hilpoltstein - Hiltenfingen - Hiltpoltstein - Himmelkron - Himmelstadt - Hinterschmiding - Hirschaid - Hirschau - Hirschbach - Hitzhofen - Höchberg - Höchheim - Hochstadt am Main | - Höchstadt an der Aisch - Höchstädt an der Donau - Höchstädt im Fichtelgebirge - Hof - Hofheim in Unterfranken - Hofkirchen - Hofstetten - Hohenaltheim - Hohenau - Hohenberg an der Eger - Hohenbrunn - Hohenburg - Hohenfels - Hohenfurch - Hohenkammer - Höhenkirchen-Siegertsbrunn - Hohenlinden - Hohenpeißenberg - Hohenpolding - Hohenroth - Hohenthann - Hohenwart - Hohenwarth - Hollenbach - Hollfeld - Hollstadt - Holzgünz - Holzheim (Donau-Ries) - Holzheim (bei Neu-Ulm) - Holzheim (bei Dillingen) - Holzheim am Forst - Holzkirchen (Oberbayern) - Holzkirchen (Unterfranken) - Hopferau - Horgau - Hörgertshausen - Hösbach - Höslwang - Höttingen - Huglfing - Huisheim - Hummeltal - Hunderdorf - Hunding - Hurlach - Hutthurm |

| Ábécé szerinti tartalomjegyzék                      |
| --------------------------------------------------- |
| A B C D E F G H I J K L M N O P Q R S T U V W X Y Z |

## I
| - Ichenhausen - Icking - Iffeldorf - Igensdorf - Iggensbach - Igling - Ihrlerstein - Illertissen - Illesheim - Illschwang - Ilmmünster | - Immenreuth - Immenstadt im Allgäu - Inchenhofen - Ingenried - Ingolstadt - Innernzell - Inning am Ammersee - Inning am Holz - Insingen - Inzell - Iphofen | - Ippesheim - Ipsheim - Irchenrieth - Irlbach - Irschenberg - Irsee - Isen - Ismaning - Issigau - Itzgrund |

| Ábécé szerinti tartalomjegyzék                      |
| --------------------------------------------------- |
| A B C D E F G H I J K L M N O P Q R S T U V W X Y Z |

## J
| - Jachenau - Jandelsbrunn - Jengen - Jesenwang | - Jettenbach - Jettingen-Scheppach - Jetzendorf | - Johannesberg - Johanniskirchen - Julbach |

| Ábécé szerinti tartalomjegyzék                      |
| --------------------------------------------------- |
| A B C D E F G H I J K L M N O P Q R S T U V W X Y Z |

## K
| - Kahl am Main - Kaisheim - Kalchreuth - Kallmünz - Kaltental - Kammeltal - Kammerstein - Kammlach - Karbach - Karlsfeld - Karlshuld - Karlskron - Karlstadt - Karlstein am Main - Karsbach - Kasendorf - Kastl (bei Kemnath) - Kastl (Lauterachtal) - Kastl (Oberbayern) - Kaufbeuren - Kaufering - Kelheim - Kellmünz an der Iller - Kemmern - Kemnath - Kempten (Allgäu) - Kettershausen - Kiefersfelden - Kienberg - Kinding - Kinsau - Kipfenberg - Kirchanschöring - Kirchberg (Oberbayern) - Kirchberg im Wald - Kirchdorf (Hallertau) - Kirchdorf (bei Haag) - Kirchdorf an der Amper - Kirchdorf am Inn | - Kirchdorf im Wald - Kirchehrenbach - Kirchendemenreuth - Kirchenlamitz - Kirchenpingarten - Kirchensittenbach - Kirchenthumbach - Kirchham - Kirchhaslach - Kirchheim (Unterfranken) - Kirchheim bei München - Kirchheim in Schwaben - Kirchlauter - Kirchroth - Kirchseeon - Kirchweidach - Kirchzell - Kissing - Kist - Kitzingen - Kleinaitingen - Kleinheubach - Kleinkahl - Kleinlangheim - Kleinostheim - Kleinrinderfeld - Kleinsendelbach - Kleinwallstadt - Klingenberg am Main - Klosterlechfeld - Knetzgau - Kochel am See - Köditz - Ködnitz - Köfering - Kohlberg - Kolbermoor - Kolitzheim - Kollnburg | - Königsberg in Bayern - Königsbrunn - Königsdorf - Königsfeld - Königsmoos - Königstein - Konnersreuth - Konradsreuth - Konzell - Kösching - Kößlarn - Kottgeisering - Kötz - Kraftisried - Kraiburg am Inn - Krailling - Kranzberg - Kreuth - Kreuzwertheim - Krombach - Kronach - Kronburg - Kröning - Krumbach - Krummennaab - Krün - Kühbach - Kühlenthal - Kulmain - Kulmbach - Kumhausen - Kümmersbruck - Kunreuth - Künzing - Kupferberg - Küps - Kürnach - Kutzenhausen |

| Ábécé szerinti tartalomjegyzék                      |
| --------------------------------------------------- |
| A B C D E F G H I J K L M N O P Q R S T U V W X Y Z |

## L
| - Laaber - Laberweinting - Lachen - Lalling - Lam - Lamerdingen - Landau an der Isar - Landensberg - Landsberg am Lech - Landsberied - Landshut - Langdorf - Langenaltheim - Langenbach - Langenfeld - Langenmosen - Langenneufnach - Langenpreising - Langensendelbach - Langenzenn - Langerringen - Langfurth - Langquaid - Langweid am Lech - Lappersdorf | - Lauben (Oberallgäu) - Lauben (Unterallgäu) - Laudenbach - Lauf an der Pegnitz - Laufach - Laufen - Laugna - Lauingen (Donau) - Lauter - Lauterhofen - Lautertal - Lautrach - Lechbruck am See - Legau - Lehrberg - Leiblfing - Leidersbach - Leinach - Leinburg - Leipheim - Lengdorf - Lengenwang - Lenggries - Lenting - Leonberg | - Leuchtenberg - Leupoldsgrün - Leutenbach - Leutershausen - Lichtenau - Lichtenberg - Lichtenfels - Lindau (Bodensee) - Lindberg - Lindenberg im Allgäu - Lisberg - Litzendorf - Lohberg - Lohkirchen - Lohr am Main - Loiching - Loitzendorf - Lonnerstadt - Ludwigschorgast - Ludwigsstadt - Luhe-Wildenau - Lülsfeld - Lupburg - Lutzingen |

| Ábécé szerinti tartalomjegyzék                      |
| --------------------------------------------------- |
| A B C D E F G H I J K L M N O P Q R S T U V W X Y Z |

## M
| - Mähring - Maierhöfen - Maihingen - Mainaschaff - Mainbernheim - Mainburg - Mainleus - Mainstockheim - Maisach - Maitenbeth - Malching - Malgersdorf - Mallersdorf-Pfaffenberg - Mammendorf - Mamming - Manching - Mantel - Margetshöchheim - Mariaposching - Marklkofen - Marktbergel - Markt Berolzheim - Marktbreit - Markt Bibart - Markt Einersheim - Markt Erlbach - Marktgraitz - Marktheidenfeld - Markt Indersdorf - Marktl - Marktleugast - Marktleuthen - Markt Nordheim - Marktoberdorf - Marktoffingen - Marktredwitz - Markt Rettenbach - Marktrodach - Marktschellenberg - Marktschorgast - Markt Schwaben - Marktsteft - Markt Taschendorf - Markt Wald | - Marktzeuln - Marloffstein - Maroldsweisach - Marquartstein - Martinsheim - Marxheim - Marzling - Maßbach - Massing - Mauern - Mauerstetten - Mauth - Maxhütte-Haidhof - Medlingen - Meeder - Megesheim - Mehlmeisel - Mehring - Meinheim - Meitingen - Mellrichstadt - Memmelsdorf - Memmingen - Memmingerberg - Mengkofen - Merching - Mering - Merkendorf - Mertingen - Mespelbrunn - Metten - Mettenheim - Michelau in Oberfranken - Michelau im Steigerwald - Michelsneukirchen - Mickhausen - Miesbach - Miltach - Miltenberg - Mindelheim - Mindelstetten - Mintraching - Missen-Wilhams - Mistelbach | - Mistelgau - Mitteleschenbach - Mittelneufnach - Mittelsinn - Mittelstetten - Mittenwald - Mitterfels - Mitterskirchen - Mitterteich - Mitwitz - Mödingen - Möhrendorf - Mömbris - Mömlingen - Mönchberg - Mönchsdeggingen - Mönchsroth - Monheim - Moorenweis - Moos - Moosach - Moosbach - Moosburg an der Isar - Moosinning - Moosthenning - Mörnsheim - Motten - Möttingen - Mötzing - Mühldorf am Inn - Mühlhausen (Erlangen-Höchstadt járás) - Mühlhausen (Neumarkt in der Oberpfalz járás) - Muhr am See - Münchberg - München - Münchsmünster - Münchsteinach - Münnerstadt - Munningen - Münsing - Münster - Münsterhausen - Murnau am Staffelsee |

| Ábécé szerinti tartalomjegyzék                      |
| --------------------------------------------------- |
| A B C D E F G H I J K L M N O P Q R S T U V W X Y Z |

## N
| - Nabburg - Nagel - Naila - Nandlstadt - Nassenfels - Nennslingen - Nersingen - Nesselwang - Neualbenreuth - Neubeuern - Neubiberg - Neubrunn - Neuburg an der Donau - Neuburg an der Kammel - Neuburg am Inn - Neuching - Neudrossenfeld - Neuendettelsau - Neuendorf - Neuenmarkt - Neufahrn bei Freising - Neufahrn in Niederbayern - Neufraunhofen - Neuhaus an der Pegnitz - Neuhaus am Inn - Neuhof an der Zenn | - Neuhütten - Neukirchen (Bajorország) - Neukirchen beim Heiligen Blut - Neukirchen bei Sulzbach-Rosenberg - Neukirchen-Balbini - Neukirchen vorm Wald - Neumarkt in der Oberpfalz - Neumarkt-Sankt Veit - Neunburg vorm Wald - Neunkirchen (Unterfranken) - Neunkirchen am Brand - Neunkirchen am Sand - Neuötting - Neureichenau - Neuried - Neusäß - Neuschönau - Neusitz - Neusorg - Neustadt am Kulm - Neustadt am Main - Neustadt an der Aisch - Neustadt an der Donau - Neustadt an der Waldnaab - Neustadt bei Coburg - Neutraubling | - Neu-Ulm - Niederaichbach - Niederalteich - Niederbergkirchen - Niederfüllbach - Niederlauer - Niedermurach - Niedernberg - Niederrieden - Niederschönenfeld - Niedertaufkirchen - Niederviehbach - Niederwerrn - Niederwinkling - Nittenau - Nittendorf - Nonnenhorn - Nordendorf - Nordhalben - Nordheim am Main - Nordheim vor der Rhön - Nördlingen - Nüdlingen - Nürnberg - Nußdorf (Chiemgau) - Nußdorf am Inn |

| Ábécé szerinti tartalomjegyzék                      |
| --------------------------------------------------- |
| A B C D E F G H I J K L M N O P Q R S T U V W X Y Z |

## O
| - Oberammergau - Oberasbach - Oberau - Oberaudorf - Oberaurach - Oberbergkirchen - Oberdachstetten - Oberding - Oberdolling - Oberelsbach - Obergriesbach - Obergünzburg - Oberhaching - Oberhaid - Oberhausen (b. Neuburg) - Oberhausen (b. Peißenberg) - Oberickelsheim - Oberkotzau - Oberleichtersbach - Obermaiselstein - Obermeitingen - Obermichelbach - Obernbreit - Obernburg am Main - Oberndorf am Lech - Oberneukirchen - Obernzell | - Obernzenn - Oberostendorf - Oberottmarshausen - Oberpframmern - Oberpleichfeld - Oberpöring - Oberreichenbach - Oberreute - Oberrieden - Oberroth - Oberscheinfeld - Oberschleißheim - Oberschneiding - Oberschönegg - Oberschwarzach - Oberschweinbach - Obersinn - Obersöchering - Oberstaufen - Oberstdorf - Oberstreu - Obersüßbach - Obertaufkirchen - Oberthulba - Obertraubling - Obertrubach - Oberviechtach | - Obing - Ochsenfurt - Odelzhausen - Oerlenbach - Oettingen in Bayern - Offenberg - Offenhausen - Offingen - Ofterschwang - Ohlstadt - Ohrenbach - Olching - Opfenbach - Ornbau - Ortenburg - Osterberg - Osterhofen - Osterzell - Ostheim vor der Rhön - Ottenhofen - Ottensoos - Otterfing - Otting - Ottobeuren - Ottobrunn - Otzing - Oy-Mittelberg |

| Ábécé szerinti tartalomjegyzék                      |
| --------------------------------------------------- |
| A B C D E F G H I J K L M N O P Q R S T U V W X Y Z |

## P
| - Pähl - Painten - Palling - Pappenheim - Parkstein - Parkstetten - Parsberg - Partenstein - Passau - Pastetten - Patersdorf - Paunzhausen - Pechbrunn - Pegnitz - Peißenberg - Peiting - Pemfling - Pentling - Penzberg - Penzing - Perach - Perasdorf - Perkam - Perlesreut - Petersaurach - Petersdorf - Petershausen - Pettendorf - Petting - Pettstadt - Pfaffenhausen - Pfaffenhofen an der Glonn - Pfaffenhofen an der Ilm - Pfaffenhofen an der Roth - Pfaffing | - Pfakofen - Pfarrkirchen - Pfarrweisach - Pfatter - Pfeffenhausen - Pfofeld - Pförring - Pforzen - Pfreimd - Pfronten - Philippsreut - Piding - Pielenhofen - Pilsach - Pilsting - Pinzberg - Pirk - Pittenhart - Planegg - Plankenfels - Plattling - Plech - Pleinfeld - Pleiskirchen - Pleß - Pleystein - Pliening - Plößberg - Pocking - Pöcking - Poing - Pollenfeld - Polling (b. Mühldorf) - Polling (b. Weolheim) | - Polsingen - Pommelsbrunn - Pommersfelden - Poppenhausen - Poppenricht - Pörnbach - Pösing - Postau - Postbauer-Heng - Postmünster - Pottenstein - Pöttmes - Poxdorf - Prackenbach - Prebitz - Prem - Pressath - Presseck - Pressig - Pretzfeld - Prichsenstadt - Prien am Chiemsee - Priesendorf - Prittriching - Prosselsheim - Prutting - Püchersreuth - Puchheim - Pullach im Isartal - Pullenreuth - Pürgen - Puschendorf - Putzbrunn - Pyrbaum |

| Ábécé szerinti tartalomjegyzék                      |
| --------------------------------------------------- |
| A B C D E F G H I J K L M N O P Q R S T U V W X Y Z |

## R
| - Rain (am Lech) - Rain (Niederbayern) - Raisting - Raitenbuch - Ramerberg - Rammingen - Ramsau bei Berchtesgaden - Ramsthal - Randersacker - Rannungen - Rattelsdorf - Rattenberg - Rattenkirchen - Rattiszell - Raubling - Rauhenebrach - Rechtenbach - Rechtmehring - Reckendorf - Rednitzhembach - Redwitz an der Rodach - Regen - Regensburg - Regenstauf - Regnitzlosau - Rehau - Rehling - Reichenbach (Oberpfalz) - Reichenbach (Oberfranken) - Reichenberg - Reichenschwand - Reichersbeuern - Reichertshausen - Reichertsheim - Reichertshofen - Reichling - Reimlingen - Reisbach - Reischach - Reit im Winkl - Remlingen | - Rennertshofen - Rentweinsdorf - Rettenbach (Landkr. Günzburg) - Rettenbach (Oberpfalz) - Rettenbach am Auerberg - Rettenberg - Retzstadt - Reut - Reuth bei Erbendorf - Ried - Riedbach - Rieden (Oberpfalz) - Rieden (b. Kaufbeuren) - Rieden am Forggensee - Riedenberg - Riedenburg - Riedenheim - Riedering - Riegsee - Riekofen - Rieneck - Rimbach (Niederbayern) - Rimbach (Oberpfalz) - Rimpar - Rimsting - Rinchnach - Ringelai - Röckingen - Rödelmaier - Rödelsee - Roden - Rödental - Roding - Röfingen - Roggenburg - Rögling - Rohr (Közép-Frankföld (bajor régió)) - Rohr in Niederbayern - Rohrbach - Rohrdorf - Rohrenfels | - Röhrmoos - Röhrnbach - Röllbach - Ronsberg - Rosenheim - Röslau - Roßbach - Roßhaupten - Roßtal - Roth - Röthenbach - Röthenbach an der Pegnitz - Rothenbuch - Rothenburg ob der Tauber - Rothenfels - Röthlein - Rott (Landkr. Landsberg) - Rott am Inn - Rottach-Egern - Röttenbach (b. Erlangen) - Röttenbach (Landkr. Roth) - Rottenbuch - Rottenburg an der Laaber - Rottendorf - Rotthalmünster - Röttingen - Rötz - Rückersdorf - Rückholz - Rudelzhausen - Rüdenau - Rüdenhausen - Ruderatshofen - Ruderting - Rugendorf - Rügland - Ruhmannsfelden - Ruhpolding - Ruhstorf an der Rott - Runding |

| Ábécé szerinti tartalomjegyzék                      |
| --------------------------------------------------- |
| A B C D E F G H I J K L M N O P Q R S T U V W X Y Z |

## S
| - Saal an der Donau - Saal an der Saale - Saaldorf-Surheim - Sachsen b.Ansbach - Sachsenkam - Sailauf - Salching - Saldenburg - Salgen - Salz - Salzweg - Samerberg - Sand am Main - Sandberg - Sankt Englmar - Sankt Oswald-Riedlhütte - Sankt Wolfgang - Sauerlach - Saulgrub - Schäftlarn - Schalkham - Schauenstein - Schaufling - Schechen - Scheidegg - Scheinfeld - Schernfeld - Scherstetten - Scheßlitz - Scheuring - Scheyern - Schierling - Schillingsfürst - Schiltberg - Schirmitz - Schirnding - Schlammersdorf - Schleching - Schlehdorf - Schliersee - Schlüsselfeld - Schmidgaden - Schmidmühlen - Schmiechen - Schnabelwaid - Schnaitsee - Schnaittach - Schnaittenbach - Schneckenlohe - Schneeberg - Schneizlreuth - Schnelldorf - Schöfweg - Schollbrunn - Schöllkrippen - Schöllnach - Schönau (Niederbayern) - Schönau an der Brend - Schönau am Königssee - Schönberg (Niederbayern) - Schönberg (Oberbayern) - Schönbrunn im Steigerwald - Schondorf am Ammersee - Schondra - Schongau - Schöngeising - Schönsee | - Schonstett - Schönthal - Schonungen - Schönwald - Schopfloch - Schorndorf - Schrobenhausen - Schwabach - Schwabbruck - Schwabhausen - Schwabmünchen - Schwabsoien - Schwaig bei Nürnberg - Schwaigen - Schwandorf - Schwanfeld - Schwangau - Schwanstetten - Schwarzach (Niederbayern) - Schwarzach am Main - Schwarzach bei Nabburg - Schwarzenbach (Schwarzenbach) - Schwarzenbach am Wald - Schwarzenbach an der Saale - Schwarzenbruck - Schwarzenfeld - Schwarzhofen - Schwebheim - Schweinfurt - Schweitenkirchen - Schwenningen - Schwifting - Schwindegg - Seefeld - Seeg - Seehausen am Staffelsee - Seeon-Seebruck - Seeshaupt - Segnitz - Seinsheim - Selb - Selbitz - Senden - Sengenthal - Sennfeld - Seßlach - Seubersdorf in der Oberpfalz - Seukendorf - Seybothenreuth - Siegenburg - Siegsdorf - Sielenbach - Sigmarszell - Simbach (b. Landau) - Simbach am Inn - Simmelsdorf - Simmershofen - Sindelsdorf - Sinzing - Söchtenau - Solnhofen - Sommerach - Sommerhausen - Sommerkahl - Sonderhofen - Sondheim vor der Rhön - Sonnefeld | - Sonnen - Sontheim - Sonthofen - Soyen - Spalt - Spardorf - Sparneck - Spatzenhausen - Speichersdorf - Speinshart - Spiegelau - Stadelhofen - Stadlern - Stadtbergen - Stadtlauringen - Stadtprozelten - Stadtsteinach - Stallwang - Stammbach - Stammham (am Inn) - Stammham (b. Ingolstadz) - Stamsried - Starnberg - Staudach-Egerndach - Stegaurach - Stein - Steinach - Steinbach am Wald - Steinberg - Steindorf - Steinfeld - Steingaden - Steinhöring - Steinkirchen - Steinsfeld - Steinwiesen - Stephanskirchen - Stephansposching - Stetten - Stettfeld - Stiefenhofen - Stockheim (Oberfranken) - Stockheim (Unterfranken) - Stockstadt am Main - Störnstein - Stötten am Auerberg - Stöttwang - Strahlungen - Straßkirchen - Straßlach-Dingharting - Straubing - Strullendorf - Stubenberg - Stulln - Sugenheim - Sulzbach am Main - Sulzbach-Rosenberg - Sulzberg - Sulzdorf an der Lederhecke - Sulzemoos - Sulzfeld - Sulzfeld am Main - Sulzheim - Sulzthal - Sünching - Surberg - Syrgenstein |

| Ábécé szerinti tartalomjegyzék                      |
| --------------------------------------------------- |
| A B C D E F G H I J K L M N O P Q R S T U V W X Y Z |

## T
| - Tacherting - Taching am See - Tagmersheim - Tann - Tännesberg - Tapfheim - Tauberrettersheim - Taufkirchen (Landkr. Mühldorf) - Taufkirchen (b. München) - Taufkirchen (Erding járás) - Tegernheim - Tegernsee - Teisendorf - Teising - Teisnach - Tettau - Tettenweis - Teublitz - Teugn - Teunz - Teuschnitz - Thaining - Thalmassing - Thalmässing - Thannhausen - Thanstein | - Theilenhofen - Theilheim - Theisseil - Theres - Thierhaupten - Thiersheim - Thierstein - Thundorf in Unterfranken - Thüngen - Thüngersheim - Thurmansbang - Thurnau - Thyrnau - Tiefenbach (b. Landshut) - Tiefenbach (b. Passau) - Tiefenbach (Oberpfalz) - Tirschenreuth - Titting - Tittling - Tittmoning - Todtenweis - Töging am Inn - Töpen - Trabitz - Train | - Traitsching - Trappstadt - Traunreut - Traunstein - Trausnitz - Trautskirchen - Trebgast - Treffelstein - Treuchtlingen - Triefenstein - Triftern - Trogen - Tröstau - Trostberg - Trunkelsberg - Tschirn - Tuchenbach - Tuntenhausen - Türkenfeld - Türkheim - Tussenhausen - Tüßling - Tutzing - Tyrlaching |

| Ábécé szerinti tartalomjegyzék                      |
| --------------------------------------------------- |
| A B C D E F G H I J K L M N O P Q R S T U V W X Y Z |

## U
| - Übersee - Üchtelhausen - Uffenheim - Uffing am Staffelsee - Uehlfeld - Uettingen - Ungerhausen - Unsleben - Unterammergau - Unterdießen - Unterdietfurt - Unteregg | - Unterföhring - Untergriesbach - Unterhaching - Unterleinleiter - Untermeitingen - Untermerzbach - Unterneukirchen - Unterpleichfeld - Unterreit - Unterroth - Unterschleißheim - Unterschwaningen | - Untersiemau - Untersteinach - Unterthingau - Unterwössen - Untrasried - Ursberg - Ursensollen - Urspringen - Ustersbach - Uttenreuth - Utting am Ammersee |

| Ábécé szerinti tartalomjegyzék                      |
| --------------------------------------------------- |
| A B C D E F G H I J K L M N O P Q R S T U V W X Y Z |

## V
| - Vachendorf - Valley - Vaterstetten - Veitsbronn - Veitshöchheim - Velburg - Velden (Közép-Frankföld (bajor régió)) - Velden (Niederbayern) - Vestenbergsgreuth | - Viechtach - Viereth-Trunstadt - Vierkirchen - Vilgertshofen - Villenbach - Vilsbiburg - Vilseck - Vilsheim - Vilshofen an der Donau | - Vogtareuth - Vohburg an der Donau - Vohenstrauß - Vöhringen - Volkach - Volkenschwand - Vorbach - Vorra |

| Ábécé szerinti tartalomjegyzék                      |
| --------------------------------------------------- |
| A B C D E F G H I J K L M N O P Q R S T U V W X Y Z |

## W
| - Waakirchen - Waal - Wachenroth - Wackersberg - Wackersdorf - Waffenbrunn - Waging am See - Waidhaus - Waidhofen - Waigolshausen - Waischenfeld - Wald (Allgäu) - Wald (Oberpfalz) - Waldaschaff - Waldbrunn - Waldbüttelbrunn - Walderbach - Waldershof - Waldkirchen - Waldkraiburg - Waldmünchen - Waldsassen - Waldstetten - Waldthurn - Walkertshofen - Wallenfels - Wallerfing - Wallersdorf - Wallerstein - Wallgau - Walpertskirchen - Walsdorf - Waltenhausen - Waltenhofen - Walting - Wang - Warmensteinach - Warngau - Wartenberg - Wartmannsroth - Wasserburg (Bodensee) - Wasserburg am Inn - Wasserlosen - Wassertrüdingen - Wattendorf - Wechingen - Wegscheid - Wehringen - Weibersbrunn - Weichering - Weichs - Weiden in der Oberpfalz - Weidenbach - Weidenberg - Weidhausen bei Coburg - Weiding (Lkr. Cham) | - Weiding (Lkr. Schwandorf) - Weigendorf - Weigenheim - Weihenzell - Weiherhammer - Weihmichl - Weil - Weilbach - Weiler-Simmerberg - Weilersbach - Weilheim in Oberbayern - Weiltingen - Weisendorf - Weismain - Weißdorf - Weißenbrunn - Weißenburg in Bayern - Weißenhorn - Weißenohe - Weißensberg - Weißenstadt - Weitnau - Weitramsdorf - Welden - Wellheim - Wemding - Wendelstein - Weng - Wenzenbach - Wernberg-Köblitz - Werneck - Wertach - Wertingen - Weßling - Wessobrunn - Westendorf (Allgäu) - Westendorf (Lkr. Augsburg) - Westerheim - Westerngrund - Westheim - Wettringen - Wettstetten - Weyarn - Wiedergeltingen - Wielenbach - Wiesau - Wiesen - Wiesenbach - Wiesenbronn - Wiesenfelden - Wiesent - Wiesenthau - Wiesentheid - Wiesenttal - Wieseth | - Wiesthal - Wiggensbach - Wilburgstetten - Wildenberg - Wildflecken - Wildpoldsried - Wildsteig - Wilhelmsdorf - Wilhelmsthal - Wilhermsdorf - Willanzheim - Willmars - Willmering - Windach - Windberg - Windelsbach - Windischeschenbach - Windorf - Windsbach - Winhöring - Winkelhaid - Winklarn - Winterbach - Winterhausen - Winterrieden - Winzer - Wipfeld - Wirsberg - Wittelshofen - Wittibreut - Wittislingen - Witzmannsberg - Wolfersdorf - Wolferstadt - Wolfertschwenden - Wolframs-Eschenbach - Wolfratshausen - Wolfsegg - Wollbach - Wolnzach - Wonfurt - Wonneberg - Wonsees - Woringen - Wörnitz - Wörth (Lkr. Erding) - Wörth am Main - Wörth an der Donau - Wörth an der Isar - Wörthsee - Wülfershausen an der Saale - Wunsiedel - Wurmannsquick - Wurmsham - Würzburg |

| Ábécé szerinti tartalomjegyzék                      |
| --------------------------------------------------- |
| A B C D E F G H I J K L M N O P Q R S T U V W X Y Z |

## Z
| - Zachenberg - Zandt - Zangberg - Zapfendorf - Zeil am Main - Zeilarn - Zeitlarn - Zeitlofs | - Zell (Oberpfalz) - Zell (Fichtelgeb.) - Zell am Main - Zellingen - Zenting - Ziemetshausen - Ziertheim | - Zirndorf - Zolling - Zorneding - Zöschingen - Zusamaltheim - Zusmarshausen - Zwiesel |